# Atethmia xerampelina
Atethmia xerampelina là một loài bướm đêm trong họ Noctuidae.